# دراسة الاتصالات العالمية
تعد دراسة الاتصالات العالمية مجالًا متعدد التخصصات يركز على الاتصال العالمي، أو الطرق التي يتواصل بها الناس ويتشاركون ويربطون بها ويتحشدون عبر الانقسامات الجغرافية والسياسية والاقتصادية والاجتماعية والثقافية. ينطوي الاتصال العالمي على نقل المعرفة والأفكار من مراكز القوة إلى الأطراف وفرض هيمنة جديدة بين الثقافات عن طريق «القوة الناعمة» للأخبار العالمية والترفيه.

## «دولي» أو «عالمي»
مع نهاية القرن العشرين وبداية الألفية الجديدة، شهدت الساحة العالمية ومجال الاتصالات الدولية تغيرات كبيرة. بدأ بعض المؤلفين في استخدام مصطلح الاتصال العالمي لأنه يتجاوز حدود الدول الفردية ويؤكد التواصل بين وبين الشعوب عبر الحدود، والأهم من ذلك، ظهور شركات الإعلام عبر الوطنية.
يشير الاتصال الدولي تقليديًا إلى الاتصال بين الدول القومية وفيما بينها، ويشير ضمنًا إلى قضايا السيادة الوطنية، والسيطرة على موارد المعلومات الوطنية، وسيادة الحكومات الوطنية.
ومع ذلك، فشلت نظريات الاتصال الدولي السابقة في تطوير نماذج أو جداول أعمال بحثية تتطابق مع واقع الدور المعاصر للاتصال العالمي. تشرح النظريات القديمة فقط جزءًا من الصورة العالمية، كما أن نظريات التحديث والتبعية والإمبريالية الثقافية فشلت في تفسير التواصل العالمي بشكل مرض.
يشير مصطلح «عالمي» إلى تراجع دور الدولة وسيادة الدولة. كمصطلح، تتضمن كلمة «دولي» مفاهيم قرارات ثنائية أو متعددة الأطراف. يمكن أن يُنظر إلى «العالمية» على أنها تطلّع، وأيضاً كخوف، من إضعاف الدولة. بالإضافة إلى ذلك، قد تعني العالمية شيئًا أكثر انتشارًا وشمولًا جغرافيًا أكثر من الدولي.

## التجانس الثقافي
لقد تزايد الإقبال على دراسة الاتصالات العالمية بشكلٍ هائل بسبب التغيرات في التفاعلات العالمية. يرى آرجون أبادوراي (Arjun Appaduri) أن «المشكلة الأساسية للتفاعلات العالمية في يومنا هذا تكمن في التوتر بين التجانس الثقافي والتنافر الثقافي». فلقد بدأ التجانس الثقافي كنتيجة لتأثير الثقافة الأمريكية على ثقافات العالم الأخرى. ولم تعد التفاعلات العالمية أمرًا يقتصر على طرفين فقط وإنما تؤثر على مجموعات متعددة في أماكن مختلفة.[بحاجة لمصدر]

## أبعاد التحليل
يجب تحليل التفاعلات جنبًا إلى جنب مع خمسة أبعاد للتدفقات الثقافية العالمية ألا وهي: (أ) التخطيط العرقي، (ب) التخطيط الإعلامي، (ج) التخطيط المالي، (د) التخطيط التكنولوجي، و (هـ) التخطيط الفكري أو الأيديولوجي."